# Britská armáda

Vlajka Britské armády

Britská armáda (anglicky British Army) jsou pozemní síly Britských ozbrojených sil (British Armed Forces). Vznikly v důsledku spojení Anglického království a Skotského království do Spojeného království Velké Británie v roce 1707 spojením anglických a skotských jednotek. Kromě Britské armády je součástí Britských ozbrojených sil také Královské námořnictvo (Royal Navy) a Královské letectvo (Royal Air Force). Od roku 1964 jsou ozbrojené složky řízeny Ministerstvem obrany (Ministry of Defence).
K polovině roku 2011 zaměstnávala Britská armáda 110 210 řadových vojáků (včetně 3860 tzv. Gurkhů – Brigade of Gurkhas) a 33 100 vojáků Teritoriální armády, což dohromady tvoří sílu 143 310 vojáků. Regular reservers (Pravidelné zálohy) Britské armády čítají navíc ještě 121 800 osob.
Pravidelná část armády je od roku 1907, kdy vznikla Territorial Force (Teritoriální armáda), také označována jako Regular Army (Pravidelná armáda). Britská armáda je nasazena v mnoha válečných zónách světa, ať už jako expediční síla či jako součást mírových sil Organizace spojených národů. Britská armáda momentálně působí v Kosovu, na Kypru, v Německu, Afghánistánu a v dalších zemích.
Všichni členové armády přísahají (či potvrzují) věrnost panovníkovi jakožto formálnímu vrchnímu veliteli, velitelem Britské armády je náčelník generálního štábu (Chief of the General Staff).

## Organizace Britské armády
Britská armáda se dělí na pravidelnou armádu (Regular Army) a Teritoriální armádu (Territorial Army). Detailnější struktura Britské armády je kvůli rozdílnému původu a variabilitě jednotlivých celků velmi komplexní. Z hlediska vojenské struktury je armáda rozdělena do dvou paralelních celků – administrativního a operačního. Administrativní celek zahrnuje regimenty a armádní sbory. Operační celek zahrnuje hlavní operační velitelský celek, což je velitelství pozemních sil (HQ Land Forces). Dělí se do divizí a podřízených jednotek počínaje regimenty a eskadrami konče. Operační a regionální divize řídí v rámci příslušných geografických oblastí všechny jednotky, ať už v teritoriální či pravidelné armádě.
Britská armáda se skládá z generálního štábu (General Staff) a armády (Field Army), která je v případě potřeby nasazována. Armádu podporují regionální síly (Regional Forces), včetně společných uskupení (Joint Elements), které spolupracují s Královským námořnictvem (Royal Navy) a Královským letectvem (Royal Air Force). Armáda plní úkoly stanovené demokraticky zvolenou vládou Spojeného království.
Primární úlohou Britské armády je hájit zájmy Spojeného království, které se skládá z Anglie, Walesu, Skotska a Severního Irska. Plnění této úlohy může zahrnovat službu v zámoří jakožto součást sil Severoatlantické aliance (NATO) či jakékoliv další mezinárodní nasazení. Vojsko také může být nasazeno v operacích Spojených národů či v případě dalších krizových situací.

### Systém regimentů
Vzrůstající potřeba po imperiální expanzi spolu s neefektivitou, která se projevila během napoleonských válek, vedla na konci 19. století k tzv. Cardwellovým a Childersovým reformám (Cardwell and Childers Reforms). Díky těmto reformám dostala Britská armáda moderní koncepci, byl také definován systém regimentů. Haldaneovy reformy (Haldane Reforms) daly v roce 1907 vzniknout Teritoriální armádě, které dodnes existuje a představuje dobrovolnickou záložní složku armády.

### Velitelská struktura
Velitelská struktura je hierarchická, stojí na systému divizí (division) a brigád (brigade) zodpovědných za uskupení menších jednotek. Hlavními jednotkami jsou regimenty (regiments) či uskupení velikosti praporů (battalion) s menšími podřízenými jednotkami o velikosti rot (company) či čet (platoon). Veškeré sloužící jednotky jsou buď pravidelné, a tedy na plný úvazek (Regular), nebo slouží na částečný úvazek v Teritoriální armádě (Territorial Army), případně se kombinují s podřízenými jednotkami obou typů.

### Názvy uskupení
Názvy bojových uskupení se z mnoha historických důvodů liší. Pěchotní regiment představuje pouze administrativní a slavností organizační celek a zahrnuje několik praporů. Pěchotní prapor je ekvivalentem jízdnímu regimentu. V případě potřeby je za účelem splnění operačních úkolů vytvořena bojová skupina (battle group) kolem bojové jednotky, kterou podporují jednotky či podřízená uskupení z ostatních oblastí. Dobrým příkladem by mohla být eskadra (squadron) tanků přidružená k bojové skupině mechanizované pěchoty, průzkumných jednotek, dělostřeleckých baterií a ženijní podpory.

### Struktura jednotek
Standardní operační jednotky jsou strukturovány následovně. Existují nicméně jednotky, které mají vlastní strukturu, zvyklosti, názvy a složení.[zdroj?]
| Typ jednotky | Divize        | Brigáda     | Prapor / Regiment  | Rota / Eskadra | Četa / Oddíl                             | Sekce            | Střelecký tým  |
| ------------ | ------------- | ----------- | ------------------ | -------------- | ---------------------------------------- | ---------------- | -------------- |
| Složení      | 2–3 brigády   | 3–5 praporů | 5–7 rot            | 3 čety         | 3 sekce                                  | 2 střelecké týmy | 4 jednotlivci  |
| Počet vojáků | 10 000        | 5000        | 550–750            | 100            | 30                                       | 8–10             | 4              |
| Velitel      | Major-General | Brigadier   | Lieutenant Colonel | Major          | Captain, Lieutenant či Second Lieutenant | Corporal         | Lance Corporal |

Sbory se skládají ze dvou či více divizí. Vzhledem k velikosti Britské armády jsou však jakožto čistě národní celky nasazovány jen zřídka.
Namísto praporu může být zformována bojová skupina specificky přizpůsobená úkolům, které je třeba v dané operaci splnit. Bojová skupina je utvořena kolem obrněného regimentu či pěchotního praporu, ke kterým jsou dle potřeby přidruženy další jednotky, či jsou od nich odejmuty. Výsledné uskupení sestává ze smíšených formací obrněnců, pěchoty, dělostřelectva, ženijních a podpůrných jednotek. Počet vojáků se většinou pohybuje okolo 600 a 700 mužů pod velením podplukovníka (Lieutenant Colonel).

## Nasazení Britské armády
Britská armáda je v současnosti nasazena ve více než 80 zemích světa. Charakter nasazení se liší, jeho rozsah zahrnuje jednotlivé vojenské poradce až po plné operační nasazení.

### Velká Británie
Většina sil Britské armády se nachází doma ve Velké Británii. Tyto jednotky poskytují síly pro veřejnou službu a v případě krize podporují vládu Jeho Veličenstva.

### Německo
Největší kontingent Britské armády v zámoří sídlí v Německu. Je zde přítomen od konce druhé světové války.

### Gibraltar
Vojenskou přítomnost Britské armády v jižní oblasti Španělska zajišťuje Královský gibraltarský regiment (Royal Gibraltar Regiment).

### Kypr
Británie má na Kypru dvě základny Akrotiri a Dekelia, které pokrývají 98 čtverečních mil (254 km čtverečních). Jsou svrchovaným britským územím a podporují různorodé jednotky, včetně dvou pěchotních praporů.

### Sierra Leone
Mezinárodní armádní asistenční výcvikový tým (IMATT – Army’s International Military Assistance Training Team) je v této západoafrické zemi přítomen, aby podporoval místní vládu.

### Kanada
Kanada je domovem Výcvikové jednotky Suffield Britské armády (British Army Training Unit Suffield). Její počty se vyrovnají všem armádním výcvikovým jednotkám v Británii a v Evropě dohromady.

### Belize
Podpůrná výcviková jednotka Belize Britské armády (British Army Training Support Unit Belize) je v této malé zemi ve Střední Americe jako stálá jednotka.

### Jamajka
Britská armáda je spolu s Jamajskými obrannými silami součástí každoročního výměnného programu.

### Falklandské ostrovy
Od konce války o Falklandy v roce 1982 udržuje Britská armáda na ostrovech silnou posádku, aby odvrátila možnou hrozbu invaze v budoucnu.

### Keňa
Britští vojáci působí v Keni jako součást Britského týmu na podporu míru (British Peace Support Team). Poskytují zde výcvik na podporu míru a také humanitární pomoc.

### Afghánistán
Armáda bojuje v Afghánistánu od roku 2001 jakožto součást uskupení ISAF (International Security Assistance Force) vojsk NATO.

### Nepál
Britská armáda rekrutuje vojáky z Nepálu do slavné jednotky Brigade of Gurkhas.

### Brunej
V této tropické zemi v džunglích Bornea sídlí brunejská posádka Britské armády. Sestává z pěchotního praporu a podpůrného personálu.

### Další nasazení
Britská armáda působí po celém světě, ať už v operacích či na cvičeních. Další působiště (účast na cvičeních, či operace) zahrnují:
Irák, Súdán, Demokratická republika Kongo, Nigérie, Ghana, Bermudy, Saúdská Arábie, Spojené arabské emiráty, Omán, Malajsie, Jižní Afrika, Singapur, Estonsko, Česká republika, Bosna, Britské indickooceánské území.

## Technika a vybavení

### Pěchota

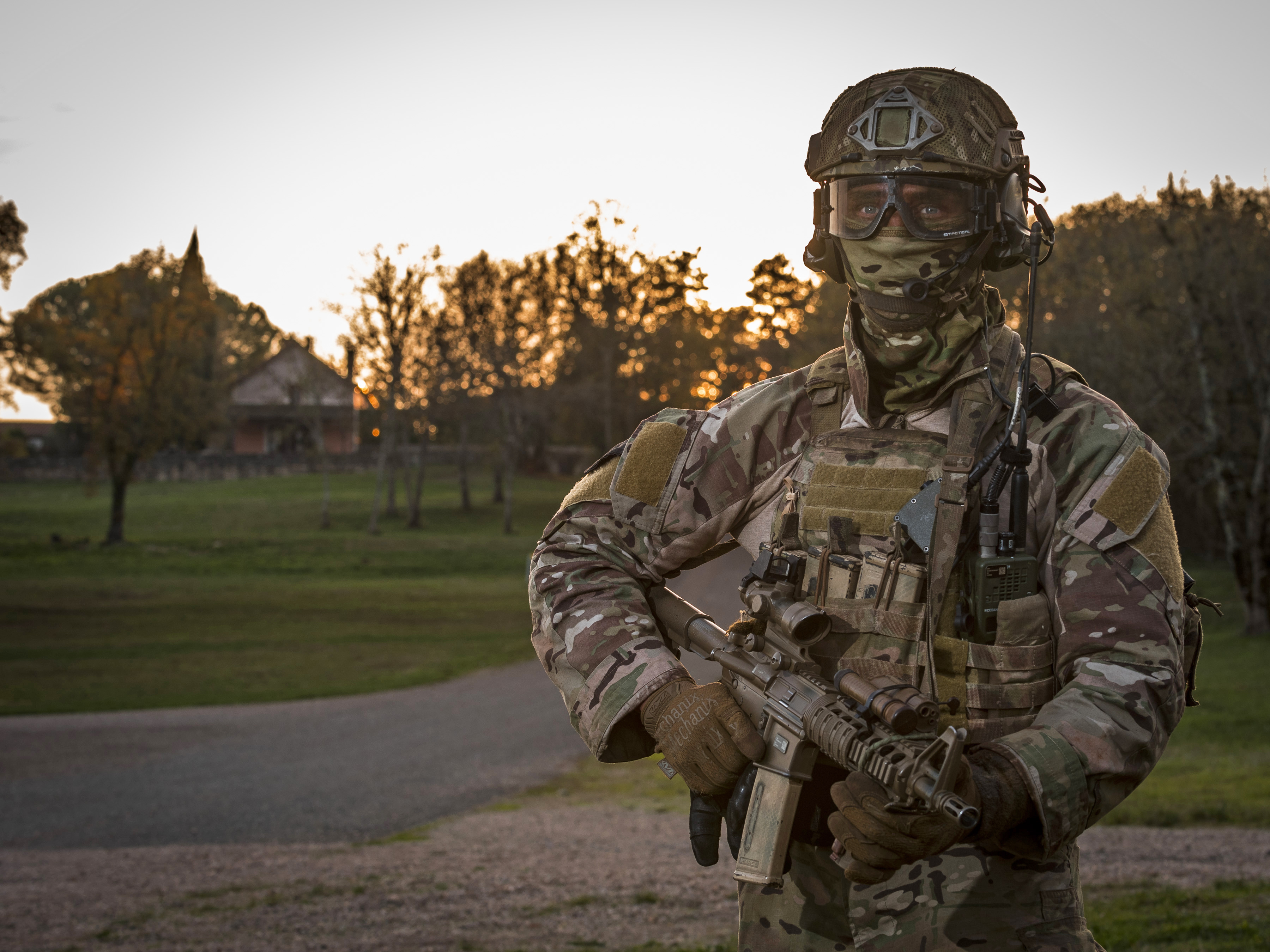
Průzkumník 16 Air Assault Brigade s karabinou L119

Základní pěchotní zbraní Britské armády je útočná puška L85A2, často vybavena podvěsným granátometem L17A2. Zbraň má několik variant, jako například L86A2, což je lehká podpůrná zbraň (Light Support Weapon – LSW), a L22A2, což je karabina tohoto zbraňového systému používaná zejména u posádky tanků. Podpůrná palba je vedena lehkým kulometem FN Minimi a kulometem pro všeobecné použití L7 (General Purpose Machine Gun – GPMG). Pro nepřímou palbu slouží minomety ráže 51 a 81 mm. Odstřelovací pušky zahrnují L118A1 ráže 7,62 mm, L115A3 a AW50F, všechny vyrobeny firmou Accuracy International. Některé jednotky jsou vybaveny odstřelovací puškou Barrett L82A1 ráže .50. Nedávno byl do výzbroje zařazen model bojové brokovnice L128A1 (Benelli M4), který je určen do Afghánistánu na boj na krátkou vzdálenost.

### Obrněná technika

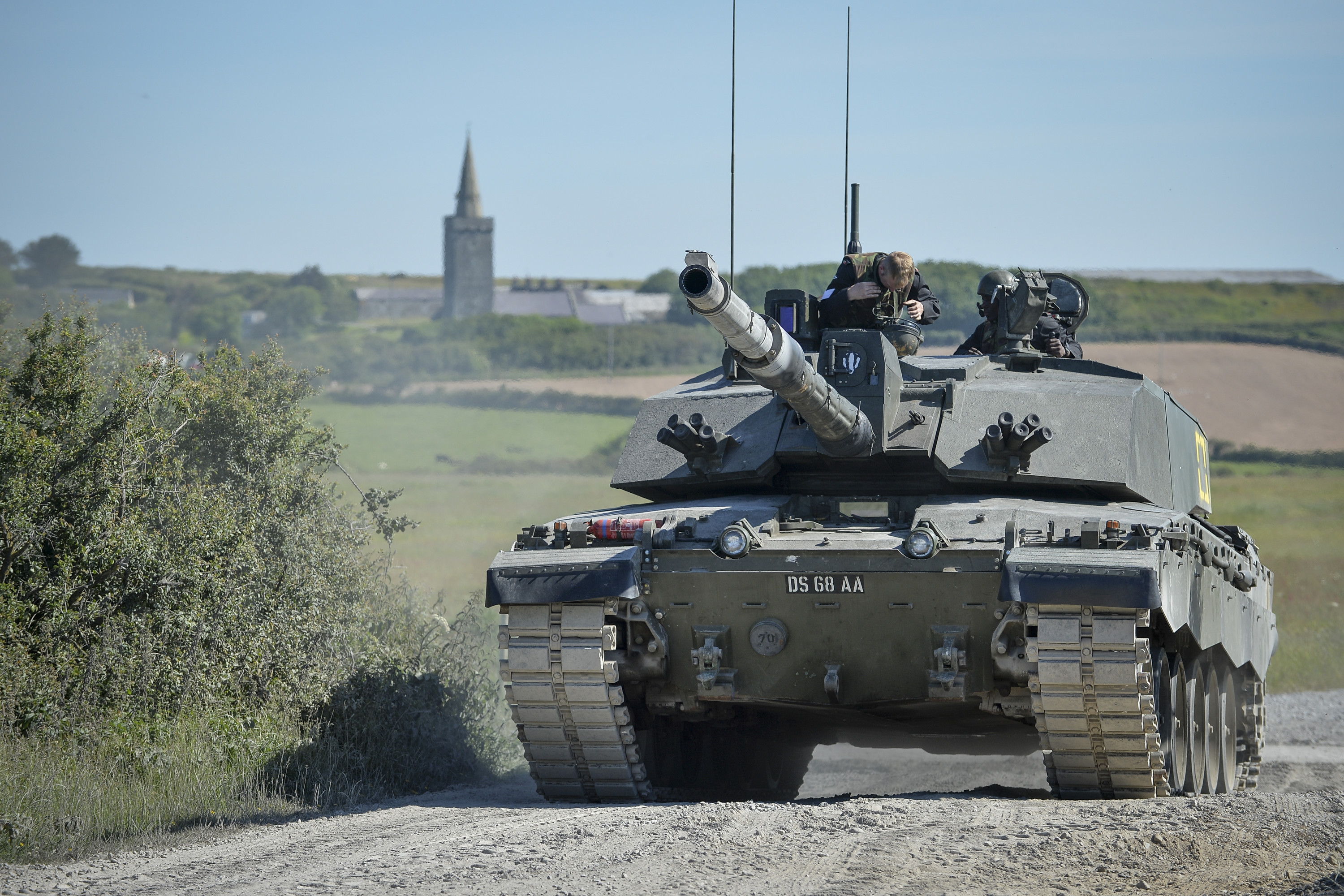
Britský hlavní bojový tank Challenger 2

Hlavním bojovým tankem je Challenger 2. Další obrněná technika zahrnuje vozidlo Supacat „Jackal“ MWMIK a Iveco „Panther“ CLV. Bojové vozidlo pěchoty Warrior představuje hlavní obrněný transportér. Používají se však i různé varianty bojového průzkumného vozidla (Combat Vehicle Reconnsaissance), vozidla Saxon APC. V současné době se na bojiště vrací modernizovaná verze vozidla FV430, nyní známá jako Bulldog. Britská armáda dále běžně používá terénní vozidla Land Rover Wolf a Land Rover Defender.

### Dělostřelectvo
Armáda používá tři hlavní dělostřelecké systémy: raketový systém MLRS (Multi Launch Rocket Systém), AS90 a L118. MLRS dostřelí na vzdálenost 70 km. AS-90 je 155mm samohybná houfnice. Lehká houfnice L118 má ráži 105 mm, primárně slouží k podpoře jednotek 16 Air Assault Brigade, 19 Light Brigade a 3 Commando Brigade. Britská armáda dále od války o Falklandy využívá systém protivzdušné obrany Rapier FSC Missile System. Dále se používá také systém Starstreak HVM (High Velocity Missile), což je zbraň země-vzduch.

### Letectvo Britské armády
Sbor Army Air Corps poskytuje armádě přímou leteckou podporu, v této úloze však vypomáhá také Royal Air Force (kromě British Army jedna ze tří složek Britských ozbrojených sil). Hlavní útočnou helikoptérou je Westland WAH-64 Apache, což je stroj vyráběný na základě licence. Jedná se o modifikovanou verzi AH-64 Apache. Helikoptéra Bell 212 je převážně specializovaně-transportní stroj obsluhovaný dvoučlennou posádkou, který je schopen transportovat až 12 vojáků. Helikoptéra Westland Gazelle je lehký stroj primárně určený na průzkum bojiště a navádění dělostřelectva a letectva. Stroj Eurocopter AS 365N Dauphin se využívá při speciálních operacích. Lehký letoun Britten-Norman Islander je používán pro vzdušný průzkum a k účelům velení.